# Schipka (Schiff, 1938)
Die Chipka (bulg. Шипка) war ein 1938 gebautes Frachtschiff der bulgarischen Reederei Societé Commerciale Bulgare de Navigation à Vapeur. Im Zweiten Weltkrieg fuhr sie in deutscher Charter und wurde im September 1941 versenkt. 1952 gehoben, diente sie bei der Nachfolgereederei Navbul bis zum Abbruch 1978.

## Bau und technische Daten
Das Schiff wurde als Frachtschiff auf Bestellung der Reederei bei der Neptun Werft in Hamburg unter der Baunummer 779 auf Kiel gelegt und lief am 28. Mai 1938 vom Stapel. Zum Weiterbau wurde das Schiff nach Rostock verbracht, das es 15. Juni 1938 erreichte. Die Fertigstellung fand dort unter der Baunummer 475 statt. Kurz vor Abschluss der Arbeiten geriet das Schiff am 22. August in Brand, durch den die Chipka erst am 9. Dezember die Probe- und Abnahmefahrt durchführen konnte. Der Neubau war das erste Schiff der Reederei, das den Namen der gleichnamigen Stadt Schipka in Südbulgarien trug.
Ihre Abmessungen unterschieden sich geringfügig von dem Schwesterschiff Varna: Es war 92,41 Meter lang 13,27 Meter breit und hatte einen Tiefgang von 4,98 Metern. Dabei war es mit 2304 BRT bzw. 1244 NRT vermessen und hatte eine Tragfähigkeit von 3200 tdw. Eine Doppel-Verbundmaschine mit Abdampfturbine und Zweizylinder-Einender-Kessel erzeugte 1600 indizierte PS und ermöglichte über eine Schraube eine Geschwindigkeit von 12,0 Knoten.

## Geschichte

### Einsatz in der bulgarischen Schifffahrt
Unmittelbar nach der Fertigstellung wurde das Schiff am 15. Dezember 1938 an die Societé Commerciale Bulgare de Navigation à Vapeur übergeben und erreichte den neuen Heimathafen Warna mit erster Fracht aus Westeuropa am 7. Januar 1939. Die Chipka war nach der Varna das zweite mit Kühlanlagen ausgestattete Schiff im Schwarzen Meer und sollte auf der Verbindung nach Alexandria eingesetzt werden. Über ihre Fahrten in der kurzen Friedenszeit ist wenig bekannt, genannt wird eine Fahrt von Burgas mit einer Ladung von 100 Traktoren und anderen landwirtschaftlichen Maschinen nach Baltschik am 29. September 1940.

### Kriegszeit
Nach Beginn des deutschen Überfalls auf die Sowjetunion (Unternehmen Barbarossa) verpachtete die bulgarische Regierung die Chipka an die Kriegsmarine, die das Schiff für militärische Nachschubtransporte nutzte. Dabei lief die Chipka am 15. September 1941 vor Warna auf eine vom sowjetischen U-Boot L-4 gelegte Mine und sank. In der älteren Literatur wird teilweise von der überholten Angabe eines Torpedotreffers gesprochen.

### Bergung und Einsatz bei Navbul
Nach dem Krieg hoben bulgarische Bergungskräfte die Chipka nach dreijähriger Vorbereitung am 11. Juli 1952. Das Schiff wurde zunächst in Warna gesäubert und der Rumpf repariert. Die weiterführenden Arbeiten fanden in Genua statt. Dort wurde das Schiff am 28. September 1954 auch wieder in Dienst gestellt. Die Nachfolgereederei Navbul (Navigation Maritime Bulgare) setzte den Frachter zunächst auf den festen Linien von Bulgarien nach Odessa, nach Constanța sowie zu Häfen im Nahen Osten ein. Später erweiterte sie die Routen nach Westeuropa. Nach erneut fast 25 Jahren Einsatz erreichte die Chipka am 23. Dezember 1978 Sveti Kajo in der Nähe von Split zum Abbruch.